# Otterhound
De Otterhound is een hondenras dat afkomstig is uit Groot-Brittannië, gefokt in de 19e eeuw, speciaal voor de jacht op otters. Onder zijn voorouders bevinden zich de bloedhond en de Franse Griffon.  De Otterhound is zelf weer voorouder van de Airedale Terrier.   Het is een jachthond die ook heel geschikt is als gezinshond. 

## Uiterlijk
De vacht is ruig en langharig. De haren zijn 4 tot 8 centimeter lang en behoeven nauwelijks onderhoud. De vacht mag niet getrimd worden en ook borstelen kan beter achterwege blijven. De kleuren zijn divers. Alle erkende brakkenkleuren zijn toegestaan, zoals effen grijs, blauw, rood, zandkleur, black and tan en blue and tan. Een volwassen reu is ongeveer 67 centimeter hoog bij een gewicht van circa 50 kilogram, een volwassen teef meet ongeveer 63 centimeter bij een gewicht van 35 kilogram.

## Aard
Het is een vriendelijke, levendige en ietwat onstuimige hond die niet erg gehoorzaam is, maar met een consequente opvoeding valt er best wat te bereiken. Deze hond heeft tamelijk veel beweging nodig maar kan in het vrije veld, door zijn jachtinstinct, alles om zich heen vergeten en spontaan achter een geurspoor van wild aan gaan.

## Sociaal
De otterhound is een hond die makkelijk vrienden maakt met andere huisdieren, soortgenoten, kinderen en onbekende mensen. Het is een echte allemansvriend.